# Championnats d'Europe de karaté juniors et cadets
 (janvier 2025).
 Championnats d'Europe de karaté juniors et cadets 2025
Les championnats d'Europe de karaté juniors et cadets sont une compétition continentale de karaté organisés tous les ans par la Fédération européenne de karaté.

## Toutes les éditions
| Édition | Année | Ville hôte    | Pays hôte            | Meilleure nation |
| ------- | ----- | ------------- | -------------------- | ---------------- |
| 24e     | 1997  | Sofia         | Bulgarie             | ?                |
| 25e     | 1998  | Le Pirée      | Grèce                | ?                |
| 26e     | 1999  | Oviedo        | Espagne              | ?                |
| 27e     | 2000  | Celje         | Slovénie             | ?                |
| 28e     | 2001  | Nicosie       | Chypre               | ?                |
| 29e     | 2002  | Coblence      | Allemagne            | Espagne          |
| 30e     | 2003  | Wrocław       | Pologne              | ?                |
| 31e     | 2004  | Rijeka        | Croatie              | ?                |
| 32e     | 2005  | Thessalonique | Grèce                | ?                |
| 33e     | 2006  | Podgorica     | Serbie-et-Monténégro | ?                |
| 34e     | 2007  | İzmir         | Turquie              | ?                |
| 35e     | 2008  | Trieste       | Italie               | Turquie          |
| 36e     | 2009  | Paris         | France               | France           |
| 37e     | 2010  | İzmir         | Turquie              | À venir          |
| 38e     | 2011  | Novi Sad      | Serbie               | À venir          |
| 39e     | 2012  | Bakou         | Azerbaïdjan          | À venir          |
| 40e     | 2013  | Konya         | Turquie              | À venir          |
| 41e     | 2014  | Lisbonne      | Portugal             | À venir          |
| 42e     | 2015  | Bâle          | Suisse               | À venir          |
| 43e     | 2016  | [[]]          | {{}}                 | À venir          |
| 44e     | 2017  | [[]]          | {{}}                 | À venir          |
| 45e     | 2018  | [[]]          | {{}}                 | À venir          |
| 46e     | 2019  | [[]]          | {{}}                 | À venir          |
| 47e     | 2020  | [[]]          | {{}}                 | À venir          |
| 48e     | 2021  | [[]]          | {{}}                 | À venir          |